# Stanisław Bodych
Stanisław Bodych ps. Rawicz (ur. 16 lutego 1901 w Żyrardowie, zm. 9 grudnia 1944 w Warszawie) – dowódca kompanii w 7. pułku AK Garłuch.
Aresztowany 7 grudnia 1944 i zamordowany 9 grudnia 1944 przez hitlerowców w lasach pod Magdalenką. Jego ciało spoczywa na cmentarzu w Gołąbkach.

## Upamiętnienie
31 stycznia 1979 w Warszawie jednej z ulic na terenie obecnej dzielnicy Ursus nadano jego imię.